# Peacock (streamovací služba)
Peacock je americká SVOD streamovací služba spravovaná divizí Television and Streaming. Tu vlastní firma NBCUniversal, která je dceřinou společností Comcastu. Služba je pojmenována po logu NBC a byla spuštěna 15. července 2020. Pro zákazníky Xfinity Flex byla zpřístupněna dříve, a to 15. dubna 2020, přičemž zákazníci X1 získali možnost nahlédnout do nabídky 1. května. K říjnu 2020 měla služba 22 milionů předplatitelů.

## Historie
Dne 14. ledna 2019 NBCUniversal oznámilo, že plánuje v roce 2020 spustit vlastní over-the-top streamovací službu. V téže době oznámilo také reorganizaci a vznik NBCUniversal Direct-to-Consumer and Digital Enterprises v čele s předsedkyní rady Bonnie Hammer. Dne 17. září 2019 NBCUniversal ohlásilo, že služba ponese jméno Peacock a její spuštění je plánováno na duben roku 2020. Oznámení obsahovalo informace o původním obsahu, NBCU rebootech a televizních seriálech Kancl a Parks and Recreation stanice NBC, které budou staženy ze streamovacích služeb Netflix, Hulu a Prime Video. Seriály budou na Peacocku dostupné po vypršení vysílacích práv konkurenčních služeb: Parks and Recreation v říjnu 2020 a Kancl v lednu 2021.
Dne 16. ledna 2020 Comcast oznámilo, že Peacock bude pro zákazníky Xfinity dostupný 15. dubna 2020. Oficiální spuštění služby je ve Spojených státech plánováno na 15. červenec 2020.

## Nabídka
Služba staví především na nabídce společnosti NBCUniversal. Jedná se například o tvorbu dceřiných studií Universal Pictures a Universal Television. Na službě by se mělo při spuštění nacházet alespoň 15 000 hodin obsahu, a to pro uživatele bez předplatného. K dalším 5 000 hodinám obsahu by měli dostat přístup předplatitelé prémiových úrovní. Nynější epizody pořadů televizní stanice NBC budou pro prémiové uživatele dostupné den po své premiéře. Běžní uživatelé si je budou moci přehrát s týdenním zpožděním. Dne 26. ledna 2020 bylo oznámeno, že talk show The Tonight Show Starring Jimmy Fallon a Late Night with Seth Meyers budou na Peacocku zveřejněny dříve, tedy před svou premiérou na NBC. Rozhodnutí však kritizovalo mnoho partnerských skupin, které spolupracují s NBC. Uvedly, že předpremiéry obou late-night talk show mohou výrazně snížit sledovanost na místních stanicích NBC.
Peacock také nabízí sestavu až 25 digitálních lineárních kanálů, které obsahují dlouho vysílané a digitálně orientované pořady z majetku NBCUniversal (jako je Today All Day, digitální rozšíření ranní show Today od stanice NBC), a obsah z produkce třetích stran. Jsou navrženy tak, aby napodobovaly klasické programové vysílání (podobně jako činí služby Pluto TV a Xumo, přičemž druhá z jmenovaných byla v únoru 2020 koupena společností Comcast, vlastníkem NBCUniversal).

### Obsah z produkce třetích stran
Dne 23. prosince 2019 společnost Lionsgate oznámila, že plánuje licencovat svůj obsah a poskytnout jej službě Peacock. Plán je součástí širší dohody mezi Lionsgatem a Comcastem, který rozšiřuje působení stanice Starz. NBCUniversal na oplátku licencoval svoji nabídku pro službu StarzPlay, a to jak ve Spojených státech, tak mezinárodně. Dne 16. ledna 2020 získal Peacock streamovací práva na několik děl z produkce Warner Bros.. Jedná se o seriály Dva a půl chlapa a George Lopez a filmy série Matrix. V únoru 2020 společnost A&E Networks licencovala několik titulů stanic A&E a History, které se objeví na Peacocku.
Dne 1. července 2020 společnost ViacomCBS ohlásila, že neexkluzivně poskytne službě Peacock několik svých seriálů a filmů. Jsou jimi například Aféra, Everybody Hates Chris, Ray Donovan a Utajený šéf. Služba bude moct streamovat i několik filmů od studia Paramount Pictures, ty však pouze exkluzivně, a to mezi lety 2021 až 2023. Dne 14. července téhož roku získala služba práva na vysílání kanadského dramatického seriálu Departure ve Spojených státech. Dne 17. července bylo Cinedigm ohlášeno, že licencovalo několik desítek filmů a tři streamovací kanály, které budou na Peacocku dostupné při jeho spuštění. Následovat by měly další stovky filmů a epizod seriálů.

### Sportovní pořady
V lednu 2020 stanice NBC oznámila, že se na službě objeví v televizi neodvysílané fotbalové zápasy z ligy Premier League a reportáže stanice NBC během olympijských her. V plánu je také živé streamování úvodní a závěrečné ceremonie. Dne 9. července 2020 NBC ohlásilo, že pas Premier League služby NBC Sports Gold bude zrušen a jeho obsah se přesune na Peacock Premium. Ten tak během každé sezóny nabídne 175 ligových zápasů, které se neobjevily v televizi, a reprízy všech zápasů na vyžádání. Dne 15. července 2020, jakožto součást celostátního spuštění, byly na Peacocku bezplatně streamovány všechny zápasy.

### Zpravodajství
Na službě se měl pod jménem NBC Sky World News nacházet mezinárodní zpravodajský kanál. Jednalo se o společný projekt s britským kanálem Sky News, jehož mateřská společnost Sky Group byla roku 2018 odkoupena Comcastem. Projekt byl však v srpnu 2020 ukončen.

## Podporované platformy a služby
Peacock nabízí tři úrovně: Free, Premium a Premium Plus. Úroveň Free neobsahuje všechny pořady a zároveň se uživatelům objevuje reklama. Prostřední úroveň Premium obsahuje reklamu také, na rozdíl od té původní však obsahuje plnou nabídku titulů služby. V obou těchto úrovních jsou reklamní spoty omezeny a trvají 5 minut za hodinu. Nejvyšší úroveň Premium Plus obsahuje plnou nabídku, a to bez reklam. Peacock Free je pro všechny internetové uživatele ve Spojených státech zdarma. Peacock Premium je dostupný v měsíčním předplatném, nachází se však i v některých zařízeních od televizních poskytovatelů, jako je Xfinity a Cox. Předplatitelé Peacock Premium mohou za dodatečný finanční obnos vylepšit svoji verzi na Peacock Premium Plus, která neobsahuje reklamu. A to buď přímo nebo skrze svého poskytovatele.
Dne 6. května 2020 byla oznámena distribuční smlouva se společností Apple. Díky ní by měl být Peacock dostupný na zařízeních se systémem iOS a Apple TV, a to v den jeho spuštění. Mimoto by měl být obsah dostupný i na aplikaci Apple TV, což by umožnilo uživatelům předplatit Peacock Premium přímo ze svých Apple zařízeních. Dne 20. července byla služba spuštěna na herní konzoli PlayStation 4.
Dne 23. června 2020 bylo kanadskou televizní společností Corus Entertainment oznámeno, že odkoupila exkluzivní práva na distribuci obsahu služby Peacock na území Kanady.
Dne 18. září 2020 se společnosti NBCUniversal a Roku dohodly, že bude ve Spojených státech možné spustit Peacock na zařízeních Roku. NBCUniversal se tak těsně vyhnulo pozastavení provozu aplikací TV Everywhere kvůli sporu o sdílení příjmů a přiřazení reklamního inventáře. Peacock byl na Roku oficiálně spuštěn 21. září.